# 26197 Bormio
26197 Bormio este un asteroid din centura principală de asteroizi.

## Descriere
26197 Bormio este un asteroid din centura principală de asteroizi. A fost descoperit pe 31 martie 1997 la Sormano de Francesco Manca și Piero Sicoli. Asteroidul prezintă o orbită caracterizată de o semiaxă mare de 2,34 ua, o excentricitate de 0,23 și o înclinație de 4,2° în raport cu ecliptica.